# Ahar e Heris (circoscrizione elettorale)
La Circoscrizione di Ahar e Heris è un collegio elettorale iraniano istituito per l'elezione dell'Assemblea consultiva islamica. 

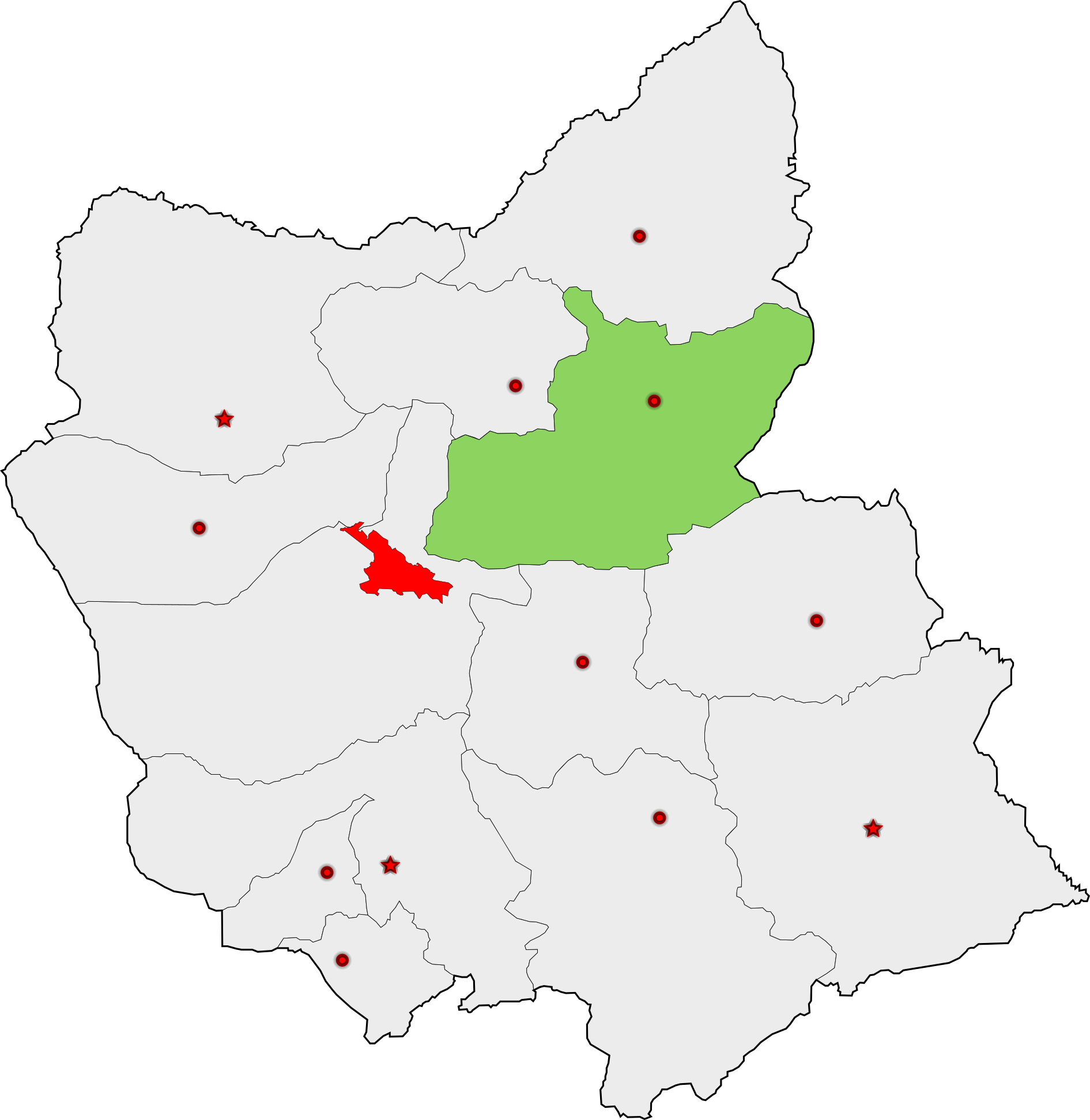
La circoscrizione di Ahar e Heris, all'interno dell'Azerbaigian Orientale

## Elezioni

### Elezioni parlamentari in Iran del 2016
| #           | Candidato           | Lista           | Lista                                                 | 1º turno | 1º turno | 2º turno | 2º turno |
| #           | Candidato           | Lista           | Lista                                                 | Voti     | %        | Voti     | %        |
| ----------- | ------------------- | --------------- | ----------------------------------------------------- | -------- | -------- | -------- | -------- |
| 1           | Beytollah Abdollahi |                 | Coalizione Pervasiva dei Riformisti / Voce del Popolo | 17,072   | 21.36    | 32,585   | 51.23    |
| 2           | Mehdi Hosseinian    |                 | Grande Coalizione Principalista                       | 13,341   | 16.69    | 31,010   | 48.76    |
| 3           | Mohammad Eslami     |                 | Fronte della Prudenza e dello Sviluppo                | 9,073    | 11.35    | —        | —        |
| 4           | Jalal Shademan      |                 | Non in lista                                          | 8,928    | 11.17    | —        | —        |
| ...         | Altri candidati     | Altri candidati | Altri candidati                                       | <8,000   | <10      | —        | —        |
| Totale voti | Totale voti         | Totale voti     | Totale voti                                           | 79,895   | 79,895   | 63,596   | 63,596   |